# Il gemello malefico
Il gemello malefico (I Am Your Evil Twin) è il sessantottesimo racconto della collana Piccoli brividi, dello scrittore statunitense R. L. Stine.
Questo è il primo racconto della serie in cui, solo nel finale, la narrazione cambia persona, passando da Montgomery a sua sorella Nan.

## Trama
Montgomery "Monty" Adams è un ragazzo di dodici anni che va a vivere con suo zio Leo Matz e sua figlia Nan (cugina di Monty) a Mortonville, mentre sua madre, essendo una naturalista e ricercatrice universitaria, è in viaggio per il Borneo per studiare gli oranghi. L'accoglienza nella vecchia casa dello zio Leo non è delle migliori: quest'ultimo punge per errore Monty con una spilla, pulendo il sangue dal suo dito con un fazzoletto e, mentre sono a tavola per mangiare ciambelle, il ragazzo vomita copiosamente poiché allergico all'olio di arachidi in cui sono stati fritti i dolci. Quella notte, inoltre, Monty sogna che qualcuno che gli stia praticando un taglio sull'orecchio e, oltre a questo, lo zio Leo si comporta in modo strano, poiché passa quasi tutta la giornata nel suo misterioso laboratorio celato dietro una porta bianca. Monty conosce gli amici di Nan e s'innamora di Ashley, mentre anche nella scuola di Pittsburgh accadono fatti strani: quando Monty chiede alla maestra quale fosse il suo posto a sedere ella gli risponde, meravigliata, che lui era già venuto la settimana prima e che gli aveva già assegnato il posto stabilito. Inoltre, a seguito della lezione di educazione artistica, qualcuno sconquassa l'aula di disegno e distrugge il vulcano in miniatura realizzato da Seth Block, un grosso coetaneo di Monty, oltre che il disegno di Ashley. Quest'ultima incolpa Montgomery di aver causato il disastro, poiché lo aveva visto, e questi viene duramente ammonito dalla preside ma, alla fine, graziato da ella e dall'insegnante, la signorina Braun.
Quando poi, nei giorni seguenti, Monty vede quello che sembra essere il suo riflesso muoversi, comincia a sospettare qualcosa. Chiede spiegazioni allo zio il quale gli rivela invece che lui e Nan sono fratelli e non cugini, poiché la madre di Monty aveva partorito Nan e aveva deciso di tenere Monty e di affidarla a lui. Monty scopre, con orrore, che c'è un suo sosia che sta cercando di prendere il suo posto: all'esibizione di pianoforte con sua cugina Nan, infatti, prende parte il sosia mentre Monty viene rinchiuso in uno sgabuzzino. Riuscito ad uscire, egli scopre con orrore la realtà: il sosia è un suo clone che sta cercando di prendere possesso della sua vita. Dopo aver cercato di uccidere Monty con un pianoforte, il clone fugge, imbrattando una macchina con la scritta "MONTY AMA ASHLEY" con una bomboletta spray e andandosi a rifugiare nel laboratorio di Leo. L'atroce verità è che lo zio Leo era riuscito a scoprire il segreto della clonazione e aveva creato ben quattro cloni di Monty per diventare ricco con la sua incredibile scoperta. Per evitare che Monty e Nan rivelassero il loro segreto, Leo ordina ai quattro cloni di rinchiudere i due nello sgabuzzino.
Là i due ragazzi scoprono che il vero Leo è imbavagliato e tenuto prigioniero; dopo averlo liberato, egli spiega loro la verità: lui è il vero Leo mentre quello che hanno visto fuori è anch'egli un clone come i quattro Monty. Infatti Leo aveva solamente clonato sé stesso, e il clone malvagio (chiamato nel libro "Leo Secondo") aveva preso il controllo della situazione rinchiudendo la matrice originale (il vero Leo) nello sgabuzzino e clonando Monty con un campione di sangue preso dal suo orecchio (smentendo quindi la convinzione di Monty che il sogno fatto diverse notti prima era frutto della sua fantasia, oltre che suo zio lo avesse punto accidentalmente con la spilla per prendergli il sangue). Poco dopo il vero Monty viene braccato dai suoi quattro cloni e gli viene applicato un marchio blu sul pollice (come anche ai suoi cloni per far sì che non ci fossero più distinzioni), mentre Nan riesce a fuggire, tornando successivamente con due ex coetanei di college del vero Leo. Questi infatti riconoscono il vero Leo e catturano Leo Secondo e i quattro cloni, se non fosse che tra di loro c'è anche il vero Monty, mentre il clone prende il suo posto nella sua vita normale. I quattro cloni più il vero Monty vengono portati in un luogo segreto per essere poi trasportati in un laboratorio in America del Sud. Con uno stratagemma, però, il vero Monty riesce a fuggire e a tornare a casa dove, sotto lo sguardo di Leo, di Nan e del clone, cerca di dimostrare la verità. A Nan, però, viene un'idea: fa mangiare ad entrambi delle ciambelle e il vero Monty vomita copiosamente perché allergico all'olio d'arachidi mentre il clone non vomita affatto (essendo immune a qualunque dolore e allergia). Leo e Nan si convincono e riescono a braccare il clone. Quella sera, però, Nan scopre che quello vicino a lei non è il vero Monty ma il suo clone che, molto astutamente, aveva finto di vomitare poiché le ciambelle non erano affatto state fritte nell'olio d'arachidi ma in quello normale. Poi, con una smorfia orrenda, egli afferma di essere il suo gemello malefico.

## Personaggi
- Montgomery "Monty" Adams: il protagonista della storia che va a vivere con suo zio Leo e sua cugina Nan.
- Nan Matz: la dolce cugina di Monty, a cui è molto affezionata. Solo verso la fine del racconto si scopre essere la sorella di Monty.
- Leo Matz: lo zio di Monty. Vive da solo con sua figlia Nan ed è uno scienziato.
- Leo Secondo: il clone di Leo, cerca di usurpare la sua vita.
- Monty Secondo: uno dei cloni di Monty, è lui che causa numerosi problemi al protagonista.
- Ashley: un'amica di Nan di cui Monty s'innamora.
- Seth Block: un grosso e possente compagno di classe di Monty. Picchia selvaggiamente il protagonista perché secondo lui gli ha distrutto il suo vulcano in miniatura (in realtà era stato Monty Secondo).
- Mrs. Braun: la professoressa della classe di Monty.

## Edizioni
- R. L. Stine, Il gemello malefico, traduzione di Cristina Scalabrini, collana Piccoli brividi, Arnoldo Mondadori Editore, 2000,  p. 160, ISBN 978-88-04-47572-9.